# Klipp Frisör
Klipp Frisör (Eigenschreibweise KLIPP) ist ein österreichisches Familien-Friseurunternehmen, das 1989 von Ewald Lanzl, einem ehemaligen österreichischen Staatsmeister der Friseure (1977), gegründet wurde. Heute betreibt das Unternehmen 160 Salons in Österreich und gilt als eines der größten Friseurunternehmen Österreichs. Nach Angaben der Kronen Zeitung verfolge Klipp ein Prinzip, bei dem es keine Voranmeldungen gibt.

## Geschichte
Ewald Lanzl erlernte im eigentümergeführten Salon seiner Mutter Maria, die diesen 1951 in Thalheim bei Wels eröffnet hatte, das Friseurhandwerk, und übernahm 1972 das Friseurgeschäft. 1977 wurde Lanzl österreichischer Staatsmeister der Friseure.
1986 eröffnete Lanzl gemeinsam mit seiner Frau Edith Lanzl im Welser Volksgarten-Center den ersten Klipp-Salon. Am 15. Juni 1989 gründeten die Lanzls das spätere Unternehmen und registrierten die Marke Klipp – Unser Frisör. Ab dann wurden neue Filialen auch insbesondere in Einkaufszentren platziert.
2011 wurde die Klipp Akademie als Ausbildungsstätte für Lehrlinge und Mitarbeiter gegründet. Seit 2013 bietet das Unternehmen einen Onlineshop für Haar- und Frisierprodukte an. In diesem Jahr beschäftigte Klipp rund 1.200 Mitarbeiter und erzielte einen Umsatz von 34 Millionen Euro.

## Unternehmensstruktur
Klipp Frisör betreibt in Österreich 160 Salons und beschäftigt insgesamt 1.300 Mitarbeiter sowie 160 Lehrlinge (Stand: 2024). Im Geschäftsjahr 2023 erzielte das Unternehmen einen Umsatz von 50 Millionen Euro. Der Unternehmenssitz liegt in Thalheim bei Wels. Klipp Frisör ist ein Familienunternehmen, das zu 100 % im Besitz der Familie Lanzl ist.
Die Klipp Akademie fungiert als eigene Lehrlingsakademie, in der Lehrlinge Schulungen in verschiedenen Bereichen erhalten. Außerdem werden dort auch ausgebildete Friseure fortgebildet, unter anderem in den Bereichen Haarberatung, Produktempfehlung sowie Färbe- und Strähnentechniken.

## Dienstleistungen
Klipp Salons bieten alle gängigen Friseurdienstleistungen an. Darüber hinaus werden regelmäßige Dienstleistungs- und Produktattraktionen angeboten. Kunden können ohne vorherige Terminvergabe einen Haarschnitt erhalten. Im Juli 2024 führte Klipp die sogenannte Bonusclub-App ein, über die Kunden und Mitarbeiter Prämien und Gutscheine beziehen können. Die App enthält auch einen Salonfinder mit Öffnungszeiten sowie einen Webshop.

## Nachhaltigkeit und soziales Engagement
Zu Beginn des Jahrtausends reduzierte Klipp die Größen seiner Handtücher von den üblichen 100 mal 50 Zentimeter auf 100 mal 30 Zentimeter, um die Anzahl der Waschgänge zu verringern und Energie zu sparen. Um den Wasserverbrauch gering zu halten, sind die Waschplätze in den Salons mit speziellen Wasserperlatoren ausgestattet. Zudem verwendet das Unternehmen LED-Beleuchtung und stromsparende Föhne. Klipp erstattet seinen Mitarbeitern die Fahrtkosten, wenn sie öffentliche Verkehrsmittel nutzen, um zur Arbeit zu gelangen. Die Haarschneide- und Färbermäntel bestehen aus recycelten PET-Flaschen.
Seit 2021 arbeitet Klipp Frisör mit dem Verein Haarfee zusammen, der Echthaarperücken für Kinder und Jugendliche herstellt, die aufgrund von Erkrankungen an Haarausfall oder -verlust leiden.

## Auszeichnungen
- 2009: Eintrag ins Guinness-Buch der Rekorde mit der Kreation der höchsten Aufsteckfrisur der Welt durch drei Klipp-Friseure[21]
- 2009: Auszeichnung von Ewald Lanzl mit der Thalheimer Wirtschaftspyramide für besondere wirtschaftliche Leistungen in der Marktgemeinde[22]
- 2012: Auszeichnung von Ewald Lanzl mit dem Life Award der Austrian Hairdressing Awards für sein Lebenswerk[22]
- 2016: Auszeichnung von Klipp als „Bester Arbeitgeber Österreichs“ sowie als „Bester Arbeitgeber für Lehrlinge“ durch Great Place to Work[23]
- 2018: Auszeichnung von Klipp als „Bester Arbeitgeber Österreichs“ in der Kategorie „XLarge“ (für Unternehmen mit mehr als 500 Mitarbeitenden) durch Great Place to Work[24]
- 2022, 2023, 2024: Auszeichnung von Klipp als „Branchen-Champion“ – 1. Platz Preis-Leistungs-Verhältnis in der Kategorie Friseur-Salons durch die Österreichische Gesellschaft für Verbraucherstudien GmbH[25][26][27]
- 2022, 2023, 2024: „Top Arbeitgeber“ durch Trend, Statista und Kununu[28][29][30]

Seit 2016 trägt Klipp das Gütesiegel „Familienfreundlicher Arbeitgeber“, das vom Bundesministerium für Familien und Jugend verliehen wurde.